# Schädelbasisbruch

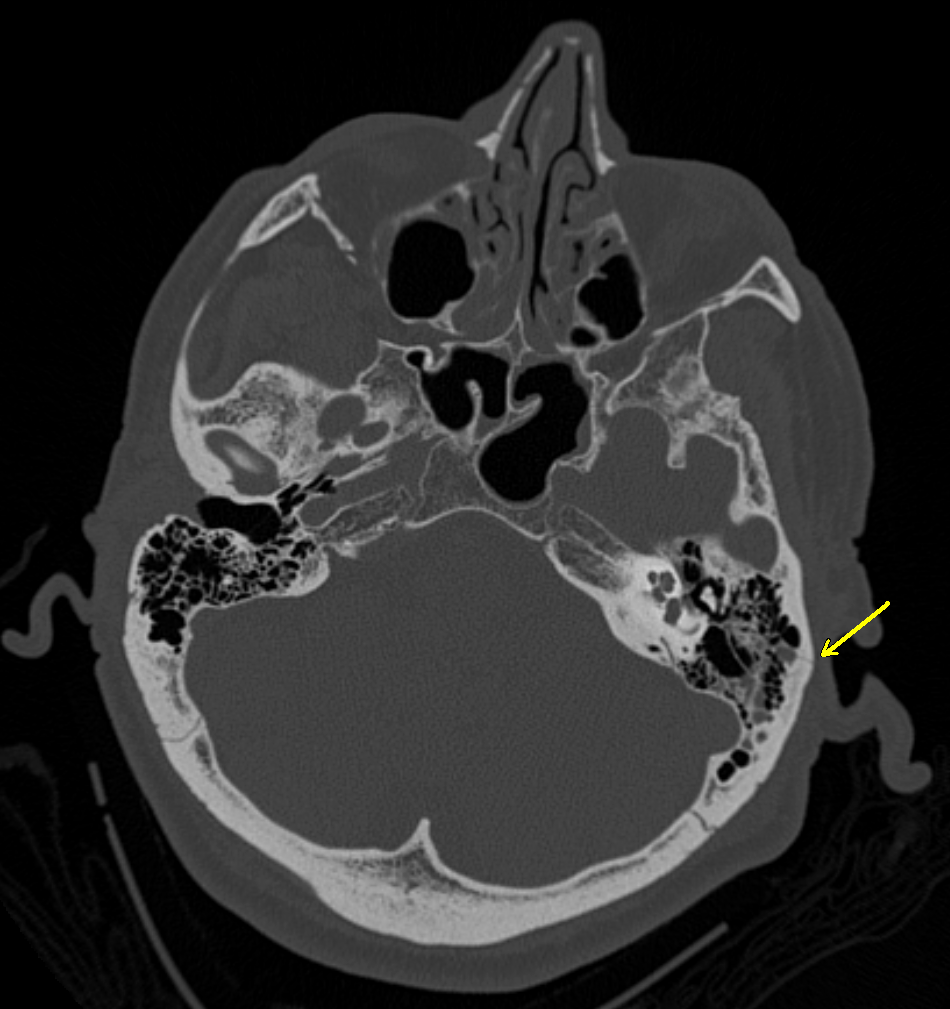
Schädelbasisbruch auf einem CT-Bild bei einem schweren Schädel-Hirn-Trauma

Ein Schädelbasisbruch (oder eine Schädelbasisfraktur) entsteht nach einer sehr starken Gewalteinwirkung im Kopfbereich, am häufigsten durch Verkehrsunfälle, und ist eine lebensbedrohliche Verletzung. Dabei werden knöcherne Strukturen der vorderen, mittleren oder seltener der hinteren Schädelgrube an der Schädelbasis verletzt. Die wichtigsten zwei Bruchformen sind die rhinobasale (Nase und Schädelbasis) oder frontobasale und die otobasale (Ohr und Schädelbasis) oder laterobasale Fraktur. Bei erster reicht der Bruchspalt in die Nasennebenhöhlen, letztere betrifft das Schläfenbein. Typisch ist der Austritt von Blut und Gehirnflüssigkeit aus  Nase oder Ohren. Entweder durch das eigentliche Trauma oder auch durch sekundäre Einblutungen in das Gehirn sind gelegentlich  Bewusstseinsstörungen oder neurologische Ausfallserscheinungen vorhanden (Commotio cerebri).

## Entstehung
Häufig kommt es zum Schädelbasisbruch bei Verkehrsunfällen mit dem Auto, Motorrad oder Fahrrad. Beim Unfallhergang liegt häufig ein Frontalaufprall vor. Das Gesicht eines nicht angeschnallten Autofahrers prallt dabei frontal gegen das Lenkrad oder das des Beifahrers gegen das Armaturenbrett. Die Bruchlinien folgen den Schwachstellen der knöchernen Struktur des Schädels und verlaufen bei dem geschilderten Vorgang horizontal und nach oben. In der vorderen Schädelgrube sind vor allem die Keilbeinhöhle, die Stirnhöhlen, die Siebbeinzellen und das Dach der Augenhöhle betroffen. Die mittlere Schädelgrube grenzt an das Schläfenbein. Bei einem Bruch können die inneren und äußeren Strukturen des Ohres geschädigt werden.

## Symptome
Kommt es durch den Bruch zu einer offenen Verbindung zwischen Nasenhöhle oder dem äußeren Gehörgang und dem Raum zwischen den Hirnhäuten und dem Gehirn, wo sich die Gehirnflüssigkeit (Liquor cerebrospinalis) befindet, tritt Gehirnflüssigkeit aus Nase, Mund oder Ohren aus (Liquorrhö). Da es gleichzeitig zum Zerreißen von Gefäßen kommt, ist dem eigentlich klaren Liquor fast immer Blut beigemischt.

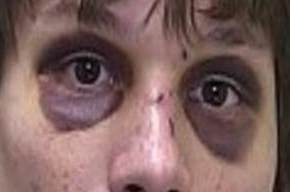
Brillenhämatom

Die Hinweise auf einen Schädelbasisbruch sind ähnlich wie bei den Mittelgesichtsfrakturen ein Brillen- oder Monokelhämatom (eine sichtbare Einblutung in die Augenhöhle). Bei einer Blutansammlung hinter dem Auge kann es zu einer Verdrängung des Augapfels nach vorne kommen (Protrusio bulbi). Ein Pulsieren des Augapfels ist ein Hinweis auf eine Zerreißung der Arteria carotis interna und eine Einblutung in den Sinus cavernosus. Die resultierende Carotis-Sinus-Cavernosus-Fistel ist eine lebensbedrohliche Komplikation.
Bewusstseinsstörungen oder Bewusstlosigkeit weisen auf eine Schädigung des Gehirns oder der gehirnversorgenden Gefäße hin. Bei Einblutungen in das Gehirn können die Symptome eines Schlaganfalls auftreten.
Da die Hirnnerven die Schädelbasis durch kleine Öffnungen verlassen, können Einklemmungen spezifische Ausfallserscheinungen verursachen. Die Einklemmung eines Sehnervs kann zur Erblindung des Auges führen. Im Bereich des Ohres können neben Verletzungen der Gehörknöchelchen eine Schädigung des Nervus facialis mit Ausfällen der Gesichtsmuskulatur (Fazialisparese) oder des Nervus vestibulocochlearis mit Hörverlust und Schwindel auftreten. Der Verlust des Geruchssinns (Anosmie) ist gelegentlich der einzige Hinweis auf eine Schädelbasisfraktur.

## Diagnostik
Die Diagnostik des Schädelbasisbruchs stützt sich auf bildgebende und laborchemische Verfahren. Das klassische Schädelröntgen in 3 Ebenen wird heutzutage zunehmend durch die Computertomographie (CT) abgelöst, die hochauflösend auch sehr kleine Risse im Schädel zuverlässig zeigen kann. Die Magnetresonanztomographie (MRT) stellt knöcherne Strukturen schlechter dar als die CT, sie wird daher nicht standardmäßig durchgeführt, kommt aber zur Anwendung, falls der Verdacht auf eine Gehirnverletzung besteht.
Wenn eine Carotis-Sinus-Cavernosus-Fistel vermutet wird, kann eine Gefäßdarstellung mit Röntgenkontrastmittel erfolgen (Angiographie).
Ein blutig-wässriger Ausfluss aus Nase, Mund oder Ohr kann laborchemisch untersucht werden. Dabei wird auf β2-Transferrin getestet, eine Substanz, die nur im Liquor aus dem im Blut vorkommenden β1-Transferrin entsteht. Dieser Test ist schnell und sehr spezifisch. Er gibt Aufschluss darüber, ob Liquor austritt, ob also eine offene Verbindung zu dem Raum besteht, der das Hirn umgibt. Seit kurzem steht eine noch spezifischere Untersuchung zur Verfügung, der Nachweis von Prostaglandin-D-Synthase (sog. Beta-Trace-Protein), die im Liquor im Vergleich zum Blutserum in 35-facher Konzentration vorliegt.
Um die genaue Quelle der Liquorrhö zu finden, wird gelegentlich der Fluoreszintest eingesetzt. Über eine Lumbalpunktion wird ein unter UV-Licht leuchtender Stoff in den Liquor gespritzt. Mit Hilfe eines UV-Endoskops können die Seite und die genaue Stelle des Liquoraustritts gefunden werden.
Ein schneller, aber ungenauer Test, der sich insbesondere im Notfall eignet, Gehirnflüssigkeit von anderen klaren Flüssigkeiten der Nase (etwa Schleim) zu unterscheiden, ist der Kompressen-Test. Bei diesem Test wird die Ecke einer Kompresse in das austretende Blut gehalten. Die Gehirnflüssigkeit bildet dabei einen blassen Hof außerhalb des vom Blut eingenommenen Bereiches.

## Therapie
Nicht jeder Schädelbasisbruch benötigt ein therapeutisches Einschreiten. Es gibt jedoch Situationen, in denen Eile geboten ist, zum Beispiel:
- ein offenes Schädel-Hirn-Trauma,
- eine Augenbeteiligung mit drohender Erblindung (evtl. bei eingeklemmtem Nervus opticus)
- eine Pfählung durch einen Fremdkörper
- ein massiver Verlust von Blut und Liquor
- eine Fazialisparese mit möglicherweise eingeklemmtem Nervus facialis

Das operative Einschreiten besteht in der Regel in einer Entlastung eingeklemmter Strukturen und einer Deckung der entstandenen Bruchspalten. Dabei werden zum einen die entstandenen Risse in der harten Hirnhaut genäht, zum anderen werden die Knochendefekte mit möglichst körpereigenen Materialien (zum Beispiel Faszien) und Fibrinkleber gedeckt. Im Bereich größerer Defekte kommen auch kleine Metallplatten, sogenannte Mikroplatten, zum Einsatz.
Die rhinobasalen Frakturen brauchen häufig eine operative Behandlung, insbesondere wenn ein Austritt von Liquor vorliegt. Bei den otobasalen Frakturen kann, sofern keine Nerven eingeklemmt sind, häufig abgewartet werden. Selbst Trommelfelldefekte und Blutansammlungen im Mittelohr heilen in der Regel spontan wieder aus.
Von einigen Ärzten wird der Nutzen einer prophylaktischen Gabe von Antibiotika diskutiert. Dies soll das Risiko für die gefährliche Komplikation einer Meningitis senken.

## Komplikationen
- Meningitis
- Hirndrucksteigerung (durch Schwellung oder Blutung, dadurch Gefahr von Bewusstlosigkeit, Krämpfen, Atem- und Kreislaufstillstand)
- Erstickungsgefahr (bei Bewusstlosigkeit in Rückenlage)
- Infektionsgefahr bei offenen Verletzungen (insbesondere bei Liquorrhö der Nase) mit möglichem Hirnabszess als späte Komplikation
- Einklemmung des Augennerven mit drohender Blindheit
- Verletzung der Arteria carotis interna
- Fazialislähmung
- Störungen von Hör- und Gleichgewichtsvermögen
- anhaltendes Ohrgeräusch (Tinnitus)
- Riechverlust
- Pneumatozele (Lufteinschlüsse im Schädelinnenraum)